# Natrijum azid
Natrijum azid je neorgansko hemijsko jedinjenje, sa formulom NaN
3, koje ima molekulsku masu od 65,010 . Ova bezbojna so je komponenta koja stvara gas u nekim sistemima vazdušnih jastuka u automobilu. Koristi se za pripremu drugih azidnih jedinjenja. To je jonska supstanca, veoma je rastvorljiva u vodi i veoma je otrovna.

## Struktura
Natrijum- azid je jonska čvrsta supstanca. Poznata su dva kristalna oblika, romboedarski i heksagonalni. Obe forme usvajaju slojevite strukture. Azidni anjon je veoma sličan u svakom obliku, jer je centrosimetričan sa N-N rastojanjima od 1,18 A. Jon Na+ ima oktaedačku geometriju. Svaki azid je vezan za šest Na+ centara, sa tri Na–N veze za svaki terminalni centar azota.

## Priprema
Uobičajena metoda sinteze je „Vislicenusov proces“, koji se odvija u dva koraka u tečnom amonijaku. U prvom koraku, amonijak se pretvara u natrijum amid metalnim natrijumom:
2 Na + 2 NH
3 → 2 NaNH
2 + H
2
To je redoks reakcija u kojoj metalni natrijum daje elektron protonu amonijaka koji se redukuje u vodonik gas. Natrijum se lako rastvara u tečnom amonijaku da bi proizveo hidratizovane elektrone odgovorne za plavu boju nastale tečnosti. Na+
 i NH−
2 joni se proizvode ovom reakcijom.
Natrijum amid se zatim kombinuje sa azot-oksidom:
2 NaNH
2 + N
2O → NaN
3 + NaOH + NH
3
Ove reakcije su osnova industrijskog puta, koji je proizveo oko 250 tona godišnje u 2004. godine, pri čemu je proizvodnja povećana zbog povećane upotrebe vazdušnih jastuka.

### Laboratorijske metode
Curtius i Thiele su razvili još jedan proizvodni proces, gde se nitritni estar pretvara u natrijum azid korišćenjem hidrazina. Ova metoda je pogodna za laboratorijsku pripremu natrijum azida:
2 NaNO
2 + 2 C
2H
5OH + H
2SO
4 → 2 C
2H
5ONO + Na
2SO
4 + 2 H
2O
C
2H
5ONO + N
2H
4·H2O + NaOH → NaN
3 + C
2H
5OH + 3 H
2O
Alternativno, so se može dobiti reakcijom natrijum nitrata sa natrijum amidom.

## Hemijske reakcije

### Kiselinska formacija azotne kiseline
Tretiranje natrijum azida jakim kiselinama daje gasovitu hidrazoinsku kiselinu (vodonik azid; HN3), koja je takođe izuzetno toksična:
H+
 + N−
3 → HN
3

### Ravnoteža hidrazoične kiseline
Vodeni rastvori sadrže male količine hidrazoinske kiseline, čije se formiranje opisuje sledećom ravnotežom:
N−
3 + H
2O ⇌ HN
3 + OH−
, K = 10−4.6

### Uništenje
Natrijum-azid se može uništiti tretmanom sa pripremljenom azotnom kiselinom (HNO2; a ne HNO3). Priprema je neophodna pošto je HNO2 nestabilan i brzo se razlaže u vodenim rastvorima. Ovo uništavanje mora biti obavljeno sa velikim oprezom i unutar hemijske haube jer je formirani gasoviti azotni oksid (NO) takođe toksičan, a netačan redosled dodavanja kiseline za formiranje HNO2 će umesto toga proizvesti gasovitu visoko toksičnu hidrazoinsku kiselinu (HN3).
2 NaN
3 + 2 HNO
2 → 3 N
2 + 2 NO + 2 NaOH

## Osobine
| Osobina                  | Vrednost |
| ------------------------ | -------- |
| Broj akceptora vodonika  | 2        |
| Broj donora vodonika     | 0        |
| Broj rotacionih veza     | 0        |
| Particioni koeficijent ( | 0,3      |
| Rastvorljivost (logS, log(mol/L))       | 1,4      |
| Polarna površina (PSA, Å2)  | 121,7    |

## Aplikacije

### Automobilski vazdušni jastuci i klizači za evakuaciju iz aviona
Starije formulacije vazdušnih jastuka sadržavale su mešavine oksidatora i natrijum azida i drugih agenasa uključujući palioce i ubrzivače. Elektronski kontroler detonira ovu mešavinu tokom saobraćajne nesreće:
2 NaN
3 → 2 Na + 3 N
2
Ista reakcija se dešava pri zagrevanju soli do približno 300 °C (572 °F; 573 K). Natrijum koji se formira je sam po sebi potencijalna opasnost i u automobilskim vazdušnim jastucima se pretvara reakcijom sa drugim sastojcima, kao što su kalijum nitrat i silicijum dioksid. U poslednjem slučaju nastaju bezopasni natrijum silikati. Dok se natrijum azid još uvek koristi u kliznim toboganima za evakuaciju modernih aviona, novija generacija automobilskih vazdušnih jastuka sadrži manje osetljive eksplozive kao što su nitrogvanidina ili gvanidin nitrata.

### Organska i neorganska sinteza
Zbog opasnosti od eksplozije, natrijum azid ima samo ograničenu vrednost u industrijskoj organskoj hemiji. U laboratoriji se koristi u organskoj sintezi za uvođenje azidne funkcionalne grupe izmeštanjem halogenida. Azidna funkcionalna grupa se zatim može pretvoriti u amin redukcijom ili sa SnCl
2 u etanolu ili litijum-aluminijum hidridom ili tercijarnim fosfinom, kao što je trifenilfosfin u Staudingerovoj reakciji, sa Renijevim niklom ili sa vodonik-sulfidom u piridinu. Oseltamivir, antivirusni lek, trenutno se proizvodi komercijalnom metodom koja koristi natrijum-azid.
Natrijum-azid je svestrani prekurzor drugih neorganskih azidnih jedinjenja, na primer, olovnog azida i srebrnog azida, koji se koriste u detonatorima kao primarni eksploziv. Ovi azidi su znatno osetljiviji na prevremenu detonaciju od natrijum azida i stoga imaju ograničenu primenu. Olovni i srebrni azid se mogu dobiti reakcijom zamene sa natrijum azidom i njihovim odgovarajućim nitratom (najčešće) ili acetatnim solima. Natrijum-azid takođe može da reaguje sa hloridnim solima određenih alkalno zemaljskih metala u vodenom rastvoru, kao što su barijum hlorid ili stroncijum hlorid da bi proizveo barijum azid i stroncijum azid, koji su takođe relativno osetljivi primarni eksplozivni materijali. Ovi azidi se mogu dobiti iz rastvora pažljivim isušivanjem.

### Biohemija i biomedicinska upotreba
Natrijum-azid je koristan probni reagens sonde i antibakterijski konzervans za biohemijske rastvore. U prošlosti su takođe korišćeni mertiolat i hlorobutanol kao alternativa azidu za očuvanje biohemijskih rastvora.
Natrijum-azid je trenutni inhibitor laktoperoksidaze, koji može biti koristan za zaustavljanje eksperimenata radioaktivnog obeležavanja proteina Jod-125I katalizovanih laktroperoksidazom.
U bolnicama i laboratorijama, to je biocid; posebno je važan u rasutim reagensima i osnovnim rastvorima koji inače mogu da podrže rast bakterija gde natrijum-azid deluje kao bakteriostatik inhibirajući citohrom oksidazu u gram-negativnim bakterijama; međutim, neke gram-pozitivne bakterije (streptokoke, pneumokoke, laktobacili) su suštinski otporne.

### Poljoprivredna upotreba
Koristi se u poljoprivredi za kontrolu štetočina patogena koji žive u zemljištu, kao što su Meloidogine incognita ili Helicotilenchus dihistera.
Takođe se koristi kao mutagen za selekciju useva biljaka kao što su pirinač, ječam ili ovas.

## Bezbednosna pitanja
Natrijum-azid može biti smrtonosno toksičan, pa čak i male količine mogu izazvati simptome. Toksičnost ovog jedinjenja je uporediva sa toksičnošću rastvorljivih alkalnih cijanida, iako nije prijavljena toksičnost od iskorišćenih (istrošenih) vazdušnih jastuka.
Proizvodi ekstrapiramidalne simptome sa nekrozom moždane kore, malog mozga i bazalnih ganglija. Toksičnost takođe može uključivati hipotenziju, slepilo i nekrozu jetre. Natrijum azid povećava ciklične GMP nivoe u mozgu i jetri aktivacijom gvanilat ciklaze.
Rastvori natrijum azida reaguju sa metalnim jonima i talože metalne azide, koji mogu biti osetljivi na udar i eksploziv. Ovo treba uzeti u obzir pri izboru nemetalnog transportnog kontejnera za rastvore natrijum azida u laboratoriji. Ovo takođe može stvoriti potencijalno opasne situacije ako se rastvori azida direktno odlažu u odvod u sanitarni kanalizacioni sistem. Metal u vodovodnom sistemu bi mogao da reaguje, formirajući visoko osetljive kristale metalnog azida koji se mogu akumulirati tokom godina. Adekvatne mere predostrožnosti su neophodne za bezbedno i ekološki odgovorno odlaganje ostataka rastvora azida.

## Literatura
- Holleman A. F.; Wiberg E. (2001). Inorganic Chemistry (1st изд.). San Diego: Academic Press. ISBN 0-12-352651-5.
- Housecroft, C. E.; Sharpe, A. G. (2008). Inorganic Chemistry (3. изд.). Prentice Hall. ISBN 978-0-13-175553-6.

## Spoljašnje veze
- International Chemical Safety Card 0950.
- NIOSH Pocket Guide to Chemical Hazards.
- „European Chemicals Bureau”. Архивирано из оригинала 22. 07. 2011. г. Приступљено 15. 01. 2024.
- „Straight Dope on Sodium Azide”. Архивирано из оригинала 21. 08. 2008. г. Приступљено 15. 01. 2024.